# Minuartia verna
Minuartia verna là loài thực vật có hoa thuộc họ Cẩm chướng. Loài này được (L.) Hiern mô tả khoa học đầu tiên năm 1899.